# Dejonizator (neutralizator ładunków)

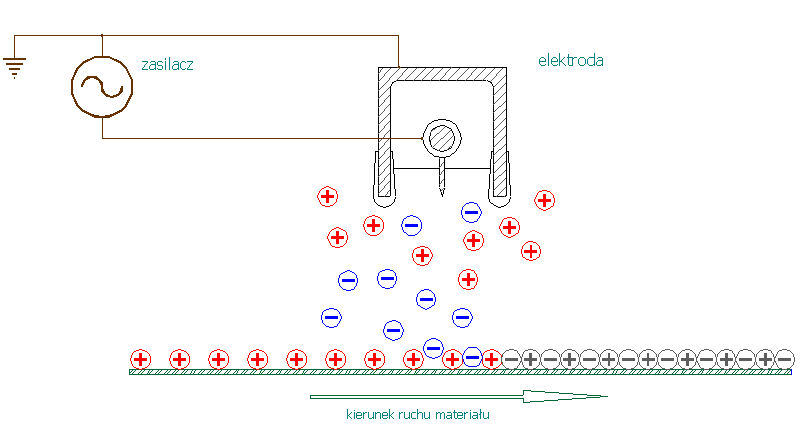
Dejonizator ładunków - idea działania

Dejonizator – urządzenie przeznaczone do neutralizacji nadmiarowych ładunków elektrostatycznych. Ładunki takie pojawiają się najczęściej na materiałach o słabej przewodności elektrycznej. W szczególnych przypadkach (np. wskutek indukcji) mogą one zgromadzić się na odizolowanych od ziemi obiektach przewodzących (w tym na ciele człowieka). Dejonizator składa się z zasilacza wysokiego napięcia (zwykle około 7 kV) oraz jednej lub większej liczby elektrod przyłączonych do niego przewodem.

## Zasada działania

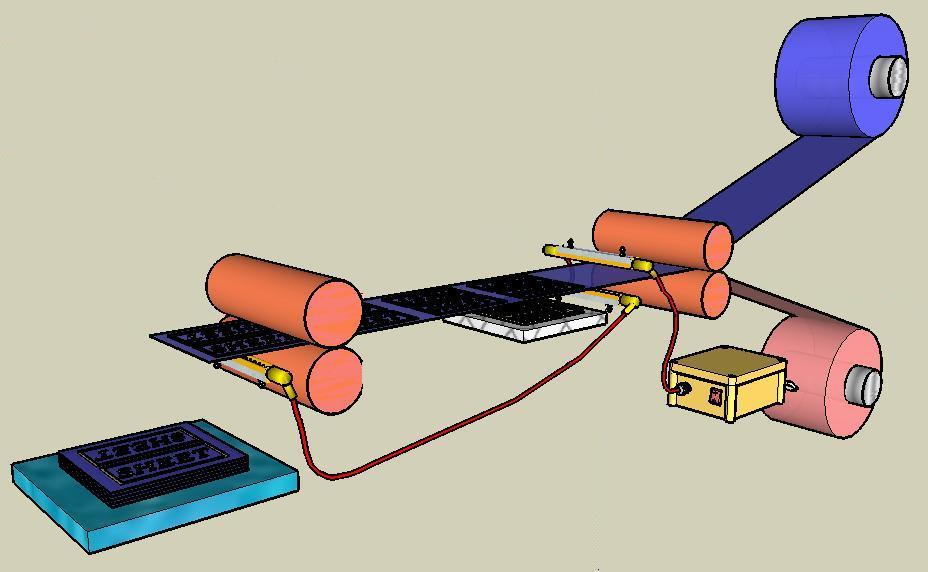
Dejonizator ładunków - szkic instalacji

Elektrody umieszcza się w pobliżu materiału, który ma zostać zneutralizowany. Zadaniem zasilacza jest dostarczenie wysokiego napięcia potrzebnego do wytworzenia chmury jonów wokół szpilek elektrod. Po załączeniu zasilacza, w pobliżu ostrzy elektrod, powstaje silne pole elektryczne. Powoduje ono intensywną jonizację cząsteczek powietrza. Pod wpływem działania sił elektrostatycznych, naelektryzowany materiał przyciąga jony przeciwnego znaku, które neutralizują jego ładunek.